# Grand Prix automobile de Chine 2017
GP précédent GP suivant
Le Grand Prix automobile de Chine 2017 (2017 Formula 1 Heineken Chinese Grand Prix), disputé le 9 avril 2017 sur le circuit international de Shanghai à Shanghai, est la 958e épreuve du championnat du monde de Formule 1 courue depuis 1950 et la deuxième manche du championnat 2017. Il s'agit de la quatorzième édition du Grand Prix de Chine courue à Shanghai depuis 2004.
Lewis Hamilton réalise sa sixième pole position consécutive, sa cinquième sur le circuit de Shanghai, et la 63e de sa carrière, à deux départs en tête d'Ayrton Senna et à cinq du record de Michael Schumacher. Il bat le record de la piste que le septuple champion du monde allemand avait établi en 2004. Les écarts entre Mercedes et Ferrari se resserrent et les deux premières lignes sont identiques à celles du Grand Prix d'ouverture, à Melbourne. Sebastian Vettel se hisse à la deuxième place sur la grille à 186 millièmes de seconde d'Hamilton et ne devance Valtteri Bottas que d'un millième de seconde (soit 5,9 cm) ; Kimi Räikkönen l'accompagne en deuxième ligne. La troisième ligne est composée de Daniel Ricciardo et Felipe Massa alors que Nico Hülkenberg, septième, obtient le meilleur résultat en qualifications de Renault depuis son retour en tant que constructeur.
En tête du départ à l'arrivée pour la dixième fois de sa carrière, auteur du meilleur tour dans sa quarante-quatrième boucle, Lewis Hamilton réalise son troisième Grand Chelem, sa cinquante-quatrième victoire en Formule 1 et sa cinquième au Grand Prix de Chine depuis 2008. La course, démarrée sur une piste mouillée, ponctuée par une sortie de la  voiture de sécurité après un accident en pleine ligne droite du pilote-remplaçant Sauber Antonio Giovinazzi dès le quatrième tour, a surtout vu Max Verstappen réussir une remarquable remontée, de la seizième place sur la grille jusqu'à la troisième marche du podium, en commençant par déborder neuf voitures dans le premier tour de la course. Alors qu'Hamilton n'a jamais été inquiété, les Ferrari et les Red Bull Racing se sont battues tout du long pour les meilleurs places. Ainsi, Sebastian Vettel, rejeté en cinquième position après un arrêt anticipé et une stratégie compromise par la sortie de la voiture de sécurité, effectue les dépassements nécessaires pour terminer deuxième, à six secondes du vainqueur, tandis que Daniel Ricciardo se classe quatrième devant Kimi Räikkönen. Parti en tête-à-queue au septième tour, Valtteri Bottas, le coéquipier d'Hamilton, finit sixième. Carlos Sainz Jr., seul pilote à s'élancer en pneus lisses au départ (et perdant immédiatement sept places dans ce pari risqué), conduit sa Toro Rosso à la septième place finale tandis que Kevin Magnussen marque ses premiers points pour Haas F1 Team en passant la ligne d'arrivée huitième. Les deux Force India ferment la marche dans les points, Sergio Pérez devant Esteban Ocon, dixième, comme deux semaines plus tôt en Australie.  
Avec une victoire et une deuxième place chacun, Sebastian Vettel mène le championnat, à égalité de points avec Lewis Hamilton (43 points) ; ils devancent Max Verstappen (25 points), Valtteri Bottas (23 points), Kimi Räikkönen (22 points) et Daniel Ricciardo (12 points). Mercedes, avec 66 points, prend le commandement du championnat devant Ferrari (65 points) et Red Bull Racing (37 points) ; suivent Scuderia Toro Rosso (12 points), Force India (10 points), Williams (8 points) et Haas (4 points).

## Pneus disponibles
| Pneus pour piste sèche | Pneus pour piste sèche | Pneus pour piste sèche | Pneus pluie    | Pneus pluie |
| ---------------------- | ---------------------- | ---------------------- | -------------- | ----------- |
| Super tendres          | Tendres                | Médiums                | Intermédiaires | Pluie       |

## Essais libres

### Première séance, le vendredi de 10 h à 11 h 30
| Pos. | Pilote           | Voiture            | Chrono         | Écart     |
| ---- | ---------------- | ------------------ | -------------- | --------- |
| 1    | Max Verstappen   | Red Bull-TAG Heuer | 1 min 50 s 491 |           |
| 2    | Felipe Massa     | Williams-Mercedes  | 1 min 52 s 086 | + 1 s 595 |
| 3    | Lance Stroll     | Williams-Mercedes  | 1 min 52 s 507 | + 2 s 016 |
| 4    | Carlos Sainz Jr. | Toro Rosso-Renault | 1 min 52 s 840 | + 2 s 349 |
| 5    | Romain Grosjean  | Haas-Ferrari       | 1 min 53 s 039 | + 2 s 548 |
| 6    | Daniil Kvyat     | Toro Rosso-Renault | 1 min 53 s 314 | + 2 s 823 |

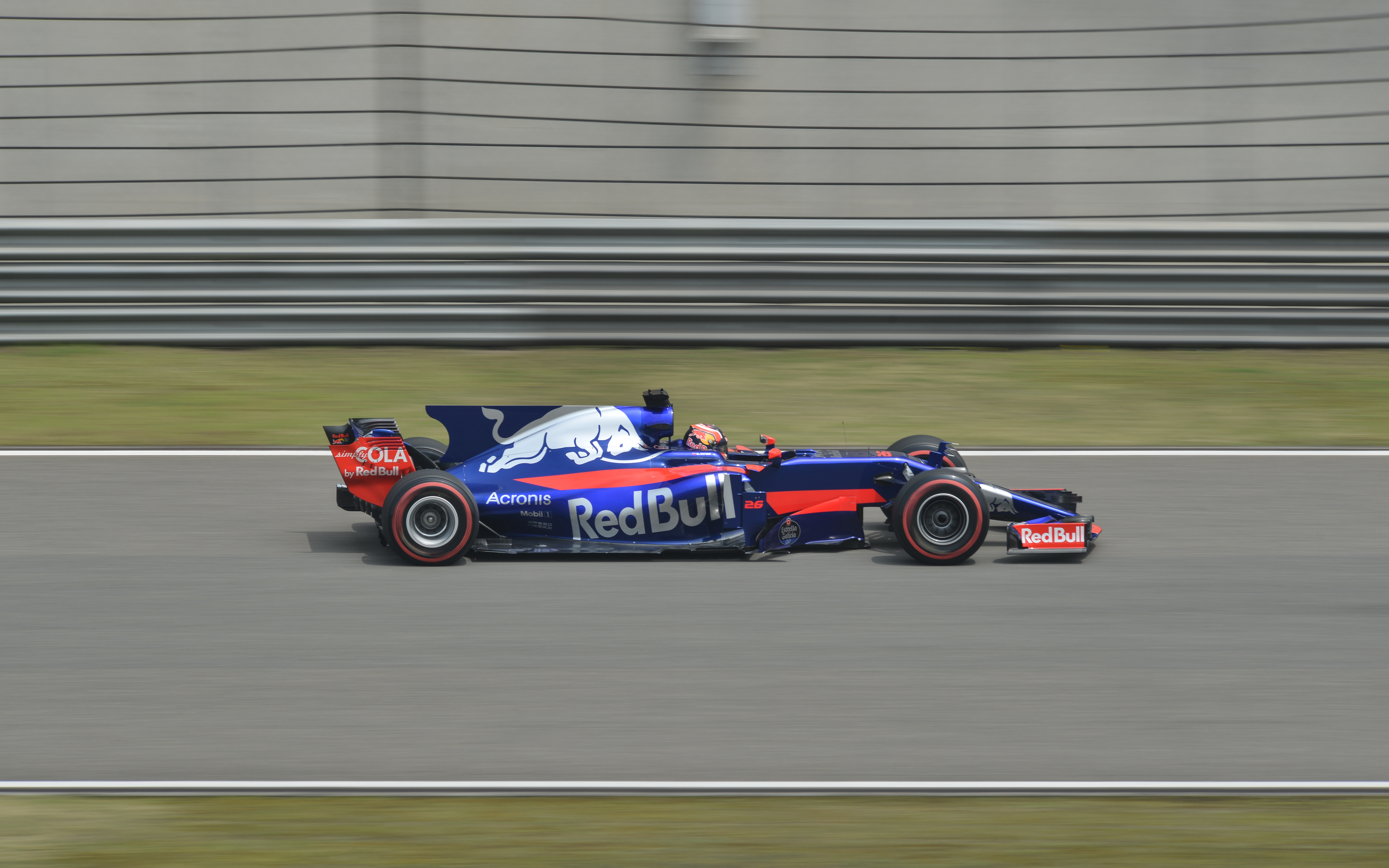
Daniil Kvyat au Grand Prix de Chine 2017.

- La séance est fortement perturbée par le brouillard et ponctuée par deux interruptions sur drapeau rouge, la première après seulement cinq minutes et pendant plus d'une demi-heure, la seconde après vingt minutes de roulage et, cette fois, définitivement ; les pilotes n'ont pu effectuer que peu de tours et six d'entre-eux n'ont effectué aucun tour chronométré[2].

### Deuxième séance annulée
En raison de l'épais brouillard régnant sur Shanghai, empêchant l'atterrissage d'un hélicoptère médical, la séance est annulée.

### Troisième séance, le samedi de 11 h à 12 h

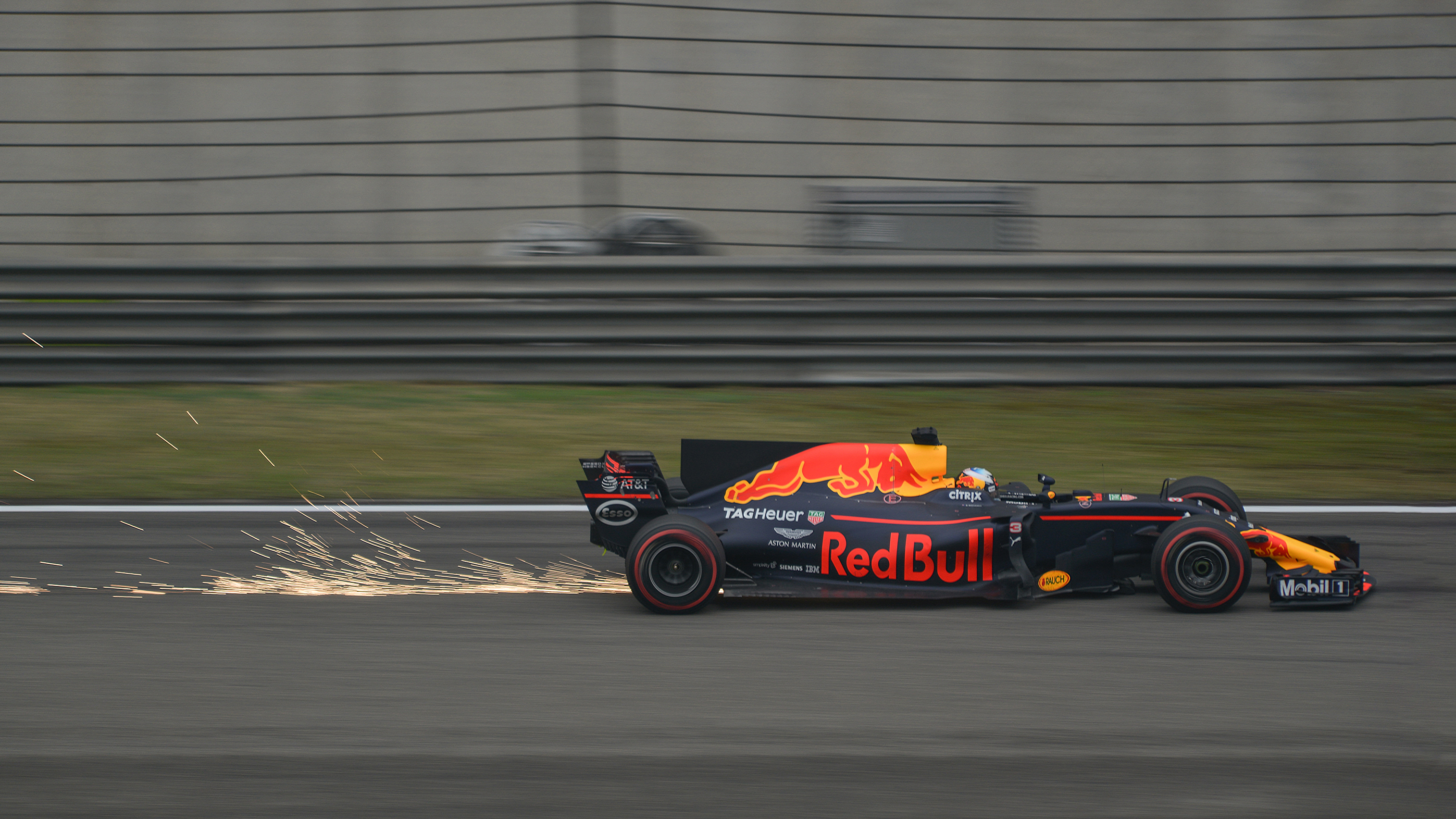
Daniel Ricciardo au Grand Prix de Chine 2017.

| Pos. | Pilote           | Voiture            | Chrono         | Écart     |
| ---- | ---------------- | ------------------ | -------------- | --------- |
| 1    | Sebastian Vettel | Ferrari            | 1 min 33 s 336 |           |
| 2    | Kimi Räikkönen   | Ferrari            | 1 min 33 s 389 | + 0 s 053 |
| 3    | Valtteri Bottas  | Mercedes           | 1 min 33 s 707 | + 0 s 371 |
| 4    | Lewis Hamilton   | Mercedes           | 1 min 33 s 879 | + 0 s 543 |
| 5    | Felipe Massa     | Williams-Mercedes  | 1 min 34 s 773 | + 1 s 437 |
| 6    | Max Verstappen   | Red Bull-TAG Heuer | 1 min 34 s 946 | + 1 s 610 |

## Séances de qualifications

### Résultats des qualifications

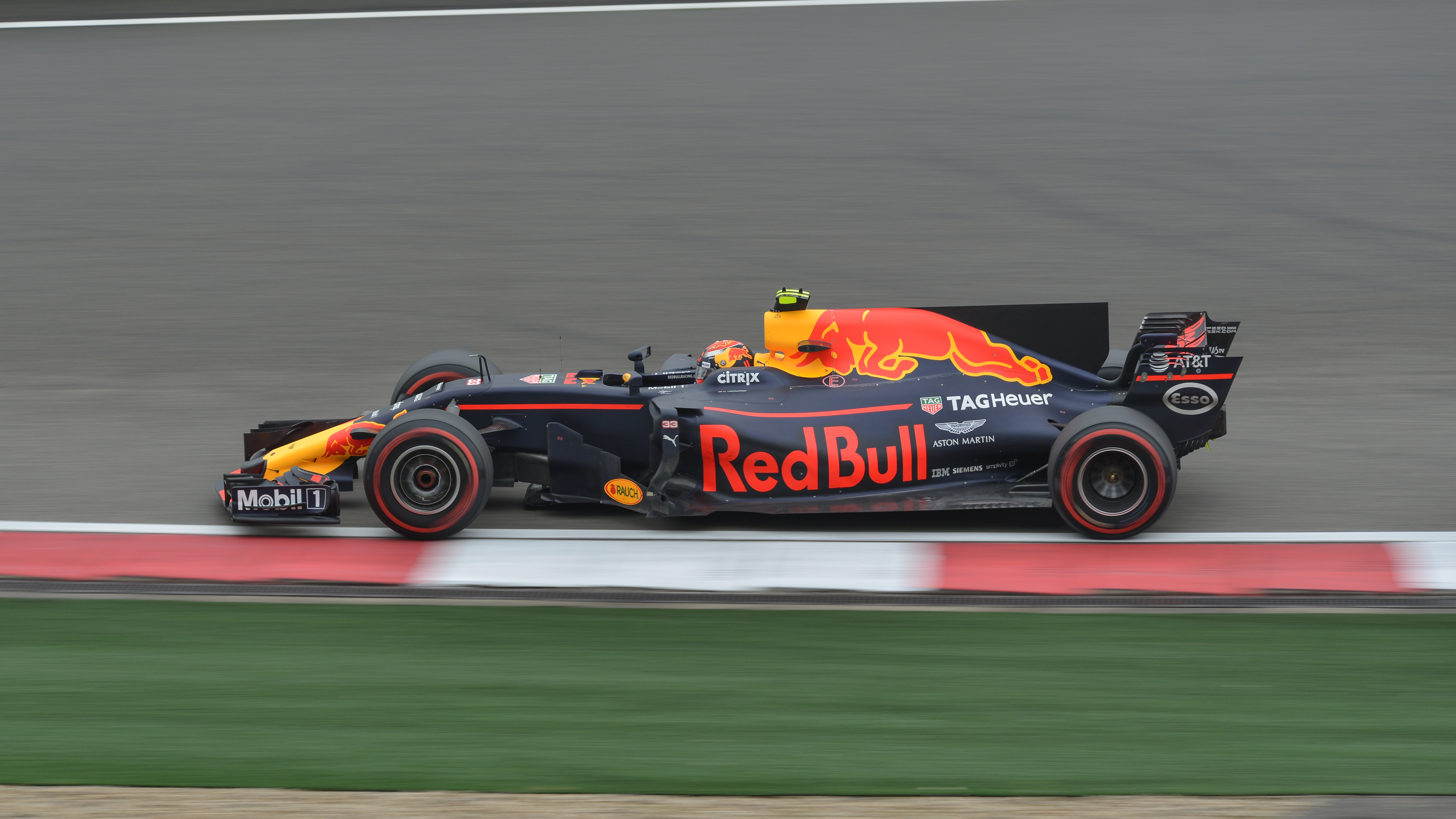
Max Verstappen au Grand Prix de Chine 2017.

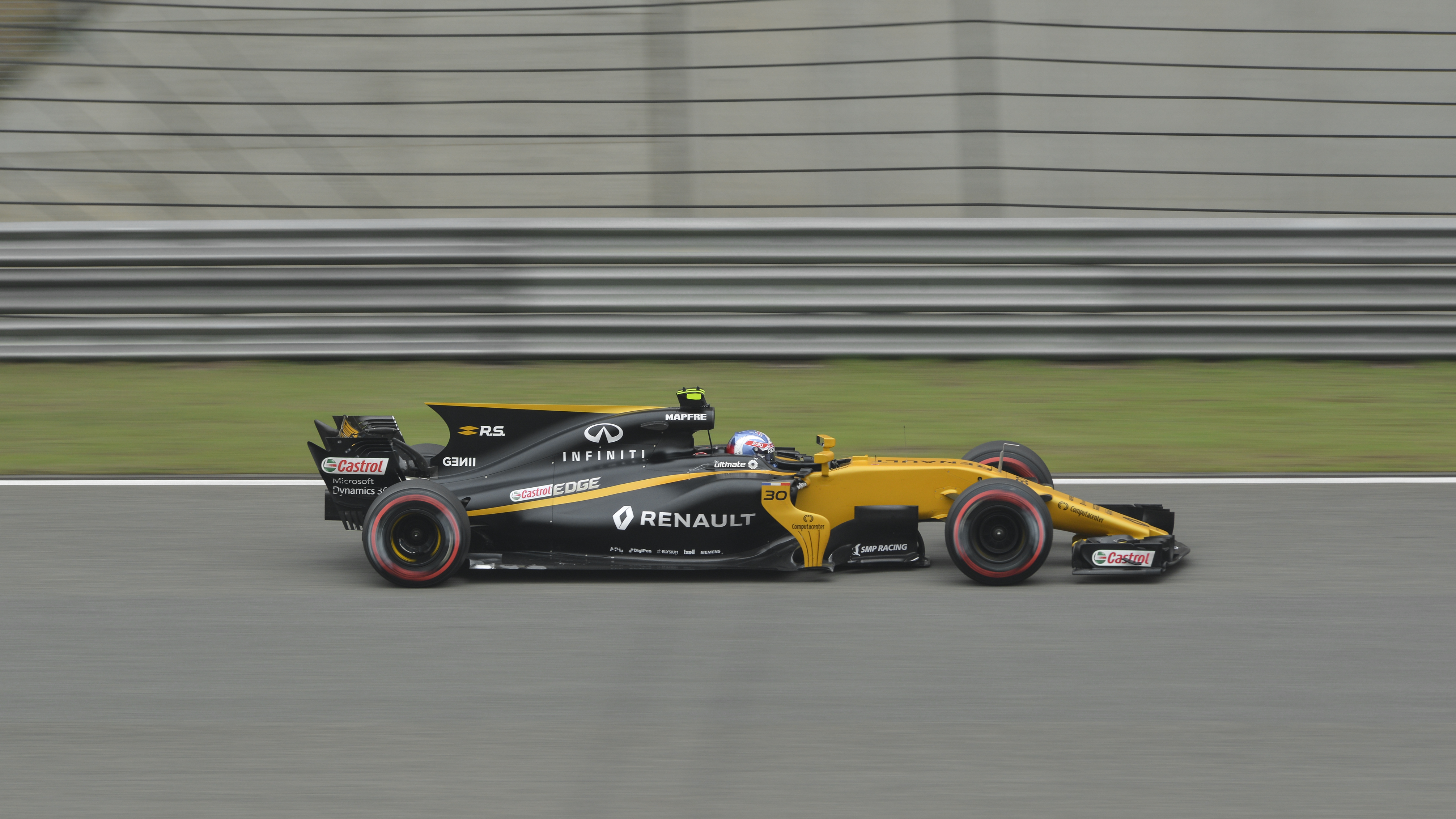
Jolyon Palmer au Grand Prix de Chine 2017.

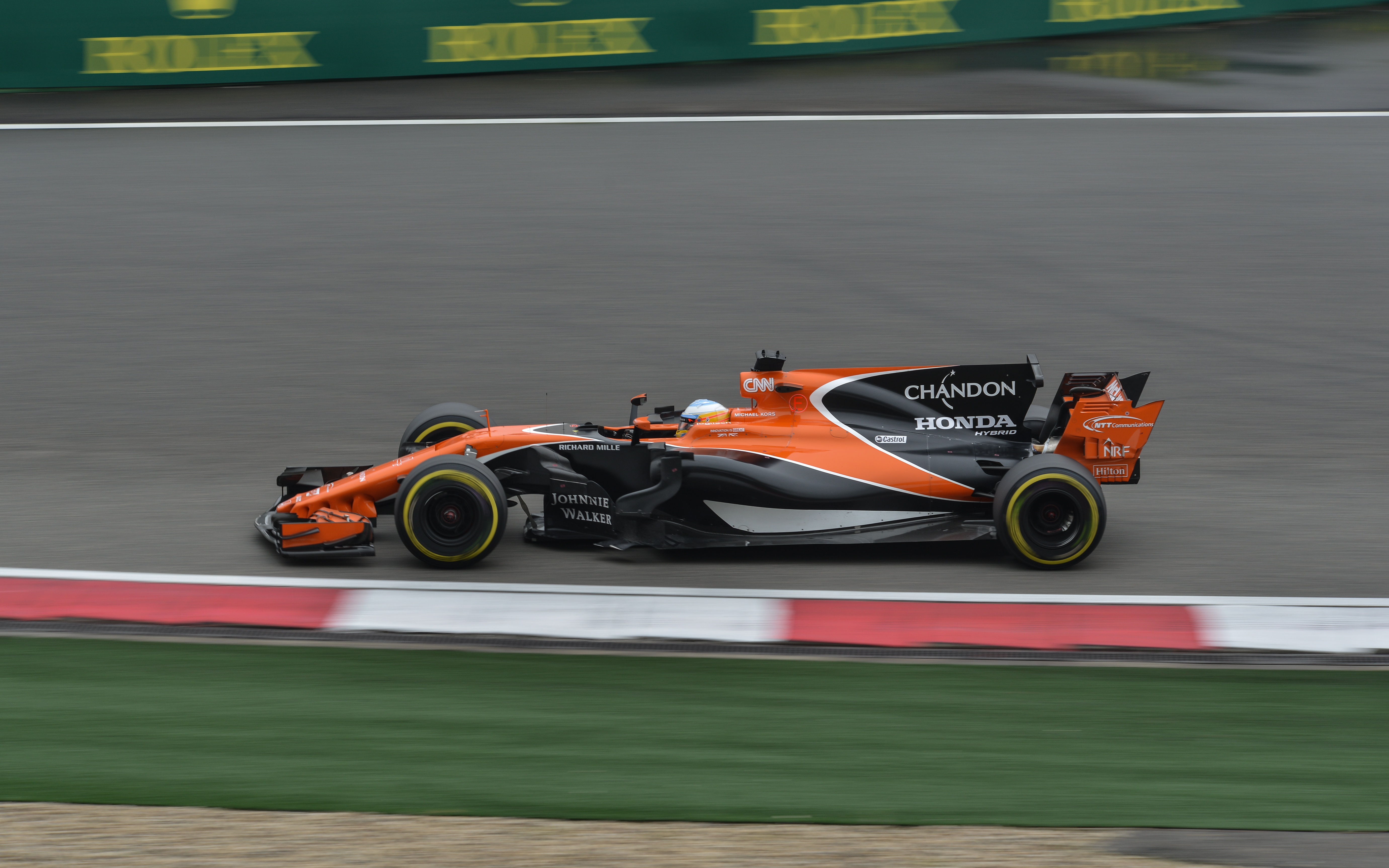
Fernando Alonso au Grand Prix de Chine 2017.

| Pos.                                                                                      | Pilote             | Écurie               | Qualifications 1 | Qualifications 2 | Qualifications 3 |
| ----------------------------------------------------------------------------------------- | ------------------ | -------------------- | ---------------- | ---------------- | ---------------- |
| 1                                                                                         | Lewis Hamilton     | Mercedes             | 1 min 33 s 333   | 1 min 32 s 406   | 1 min 31 s 678   |
| 2                                                                                         | Sebastian Vettel   | Ferrari              | 1 min 33 s 078   | 1 min 32 s 391   | 1 min 31 s 864   |
| 3                                                                                         | Valtteri Bottas    | Mercedes             | 1 min 33 s 684   | 1 min 32 s 552   | 1 min 31 s 865   |
| 4                                                                                         | Kimi Räikkönen     | Ferrari              | 1 min 33 s 341   | 1 min 32 s 181   | 1 min 32 s 140   |
| 5                                                                                         | Daniel Ricciardo   | Red Bull-TAG Heuer   | 1 min 34 s 041   | 1 min 33 s 546   | 1 min 33 s 033   |
| 6                                                                                         | Felipe Massa       | Williams-Mercedes    | 1 min 34 s 205   | 1 min 33 s 759   | 1 min 33 s 507   |
| 7                                                                                         | Nico Hülkenberg    | Renault              | 1 min 34 s 453   | 1 min 33 s 636   | 1 min 33 s 580   |
| 8                                                                                         | Sergio Pérez       | Force India-Mercedes | 1 min 34 s 657   | 1 min 33 s 920   | 1 min 33 s 706   |
| 9                                                                                         | Daniil Kvyat       | Toro Rosso-Renault   | 1 min 34 s 440   | 1 min 34 s 034   | 1 min 33 s 719   |
| 10                                                                                        | Lance Stroll       | Williams-Mercedes    | 1 min 33 s 986   | 1 min 34 s 090   | 1 min 34 s 220   |
| 11                                                                                        | Carlos Sainz Jr.   | Toro Rosso-Renault   | 1 min 34 s 567   | 1 min 34 s 150   |                  |
| 12                                                                                        | Kevin Magnussen    | Haas-Ferrari         | 1 min 34 s 942   | 1 min 34 s 164   |                  |
| 13                                                                                        | Fernando Alonso    | McLaren-Honda        | 1 min 34 s 499   | 1 min 34 s 372   |                  |
| 14                                                                                        | Marcus Ericsson    | Sauber-Ferrari       | 1 min 34 s 892   | 1 min 35 s 046   |                  |
| 15                                                                                        | Antonio Giovinazzi | Sauber-Ferrari       | 1 min 34 s 963   | Pas de temps     |                  |
| 16                                                                                        | Stoffel Vandoorne  | McLaren-Honda        | 1 min 35 s 023   |                  |                  |
| 17                                                                                        | Romain Grosjean    | Haas-Ferrari         | 1 min 35 s 223   |                  |                  |
| 18                                                                                        | Jolyon Palmer      | Renault              | 1 min 35 s 279   |                  |                  |
| 19                                                                                        | Max Verstappen     | Red Bull-TAG Heuer   | 1 min 35 s 433   |                  |                  |
| 20                                                                                        | Esteban Ocon       | Force India-Mercedes | 1 min 35 s 496   |                  |                  |
| Temps minimal à réaliser pour la qualification : 1 min 39 s 539 (107 % de 1 min 33 s 078) |                    |                      |                  |                  |                  |

### Grille de départ du Grand Prix
- Romain Grosjean, auteur du dix-septième temps, est pénalisé d'un recul de cinq places pour ne pas avoir ralenti suffisamment sous les drapeaux jaunes ; il s'élance de la dix-neuvième place de la grille de départ[6].
- Jolyon Palmer, auteur du dix-huitième temps, reçoit la même sanction pour les mêmes faits ; il s'élance de la dernière place de la grille de départ[7].
- Antonio Giovinazzi, auteur du quinzième temps, est pénalisé d'un recul de cinq places après le changement de sa boîte de vitesses après son accident en qualifications ; il s'élance de la dix-huitième place de la grille de départ[8].

## Course

### Classement de la course
| Pos. | no | Pilote             | Écurie               | Tours | Temps/Abandon                      | Grille  | Points |
| ---- | -- | ------------------ | -------------------- | ----- | ---------------------------------- | ------- | ------ |
| 1    | 44 | Lewis Hamilton     | Mercedes             | 56    | 1 h 37 min 36 s 160 (187,735 km/h) | 1       | 25     |
| 2    | 5  | Sebastian Vettel   | Ferrari              | 56    | + 6 s 248                          | 2       | 18     |
| 3    | 33 | Max Verstappen     | Red Bull-TAG Heuer   | 56    | + 45 s 190                         | 16      | 15     |
| 4    | 3  | Daniel Ricciardo   | Red Bull-TAG Heuer   | 56    | + 46 s 033                         | 5       | 12     |
| 5    | 7  | Kimi Räikkönen     | Ferrari              | 56    | + 48 s 074                         | 4       | 10     |
| 6    | 77 | Valtteri Bottas    | Mercedes             | 56    | + 48 s 806                         | 3       | 8      |
| 7    | 55 | Carlos Sainz Jr.   | Toro Rosso-Renault   | 56    | + 1 min 12 s 891                   | 11      | 6      |
| 8    | 20 | Kevin Magnussen    | Haas-Ferrari         | 55    | + 1 tour                           | 12      | 4      |
| 9    | 11 | Sergio Pérez       | Force India-Mercedes | 55    | + 1 tour                           | 8       | 2      |
| 10   | 31 | Esteban Ocon       | Force India-Mercedes | 55    | + 1 tour                           | 17      | 1      |
| 11   | 8  | Romain Grosjean    | Haas-Ferrari         | 55    | + 1 tour                           | 19      |        |
| 12   | 27 | Nico Hülkenberg    | Renault              | 55    | + 1 tour                           | 7       |        |
| 13   | 30 | Jolyon Palmer      | Renault              | 55    | + 1 tour                           | Pitlane |        |
| 14   | 19 | Felipe Massa       | Williams-Mercedes    | 55    | + 1 tour                           | 6       |        |
| 15   | 9  | Marcus Ericsson    | Sauber-Ferrari       | 55    | + 1 tour                           | 14      |        |
| Abd. | 14 | Fernando Alonso    | McLaren-Honda        | 33    | Transmission                       | 13      |        |
| Abd. | 26 | Daniil Kvyat       | Toro Rosso-Renault   | 18    | Hydraulique                        | 9       |        |
| Abd. | 2  | Stoffel Vandoorne  | McLaren-Honda        | 17    | Alimentation                       | 15      |        |
| Abd. | 36 | Antonio Giovinazzi | Sauber-Ferrari       | 3     | Accident                           | 18      |        |
| Abd. | 18 | Lance Stroll       | Williams-Mercedes    | 0     | Accrochage                         | 10      |        |

### Pole position et record du tour
- Pole position :  Lewis Hamilton (Mercedes) en 1 min 31 s 678 (214,049 km/h)[10].
- Meilleur tour en course :  Lewis Hamilton (Mercedes) en 1 min 35 s 378 (205,746 km/h) au quarante-quatrième tour[11].

### Tours en tête
- Lewis Hamilton : 56 tours (1-56)[12]

### Remise des trophées
- Vainqueur : Weng Tie Hui, vice-maire du gouvernement municipal de Shanghai ;
- Constructeurs : Jean-François van Boxmeer, président du conseil exécutif et PDG de Heineken ;
- Deuxième : Huang Yong Ping, directeur général de l'administration des sports de Shanghai ;
- Troisième : Zhan Gio Jun, président de la fédération des sports auto-moto de Chine.

## Classements généraux à l'issue de la course
| Pos. | Pilote           | Écurie               | Points |
| ---- | ---------------- | -------------------- | ------ |
| 1    | Sebastian Vettel | Ferrari              | 43     |
| 2    | Lewis Hamilton   | Mercedes             | 43     |
| 3    | Max Verstappen   | Red Bull-TAG Heuer   | 25     |
| 4    | Valtteri Bottas  | Mercedes             | 23     |
| 5    | Kimi Räikkönen   | Ferrari              | 22     |
| 6    | Daniel Ricciardo | Red Bull-TAG Heuer   | 12     |
| 7    | Carlos Sainz Jr. | Toro Rosso-Renault   | 10     |
| 8    | Felipe Massa     | Williams-Mercedes    | 8      |
| 9    | Sergio Pérez     | Force India-Mercedes | 8      |
| 10   | Kevin Magnussen  | Haas-Ferrari         | 4      |
| 11   | Daniil Kvyat     | Toro Rosso-Renault   | 2      |
| 12   | Esteban Ocon     | Force India-Mercedes | 2      |

| Pos. | Écurie               | Points |
| ---- | -------------------- | ------ |
| 1    | Mercedes             | 66     |
| 2    | Ferrari              | 65     |
| 3    | Red Bull-TAG Heuer   | 37     |
| 4    | Toro Rosso-Renault   | 12     |
| 5    | Force India-Mercedes | 10     |
| 6    | Williams-Mercedes    | 8      |
| 7    | Haas-Ferrari         | 4      |

## Statistiques
Le Grand Prix de Chine 2017 représente :
- la 63e pole position de sa carrière pour Lewis Hamilton, sa sixième en Chine et sa sixième consécutive[15] ;
- la 66e quatorzième place en qualification pour une Sauber, œuvre de Marcus Ericsson, ce qui est un nouveau record[16].
- la 54e victoire de sa carrière pour Lewis Hamilton, sa cinquième en Chine[17] ;
- le 11e hat-trick de sa carrière pour Lewis Hamilton[18] ;
- le 3e chelem de sa carrière pour Lewis Hamilton[19] ;
- la 65e victoire de Mercedes en tant que constructeur[20] ;
- la 151e victoire de Mercedes en tant que motoriste[21] ;
- le 150e Grand Prix de Mercedes en tant que constructeur[22] ;

Au cours de ce Grand Prix :
- Lewis Hamilton monte sur le 106e podium de sa carrière et égale Alain Prost au deuxième rang de ce classement derrière Michael Schumacher (155 podiums)[23] ;
- Lewis Hamilton mène, pour la dixième fois de sa carrière, la course de bout-en-bout[24] ;
- Max Verstappen est élu « Pilote du jour » lors d'un vote organisé sur le site officiel de la Formule 1[25].
- Mika Salo (110 Grands Prix de 1994 à 2002, 2 podiums et 33 points inscrits et double vainqueur des 24 Heures du Mans en catégorie GT2) a été nommé par la FIA conseiller pour aider dans leurs jugements le groupe des commissaires de course[26].